# Modello di Okumura
Il modello di Okumura è un modello di propagazione radio costruito usando i dati raccolti nella città di Tokyo, Giappone. Il modello è ideale per l'utilizzo in città con molte strutture urbane, ma non con molte strutture di blocco alte. Il modello è servito come base per il modello di Hata.
Il modello di Okumura è stato costruito in tre modalità: per aree urbane, suburbane e aperte. Il modello per le aree urbane è stato costruito per primo e utilizzato come base per gli altri modelli di propagazione.

## Copertura
Frequenza = 150-1920 MHz
Altezza dell'antenna della stazione mobile: tra 1 e 3 m
Altezza dell'antenna della stazione base: tra 30 e 100 m
Distanza di collegamento: tra 1 e 100 km

## Formulazione matematica
Il modello di Okumura è formalmente espresso come:
{\displaystyle L_{50\%}(dB)=LF+A_{mu}(f,d)-G(h_{te})-G(h_{re})-G_{area}}
dove,
L = mediana perdita di percorso. Unità: decibel (dB)
LFSL=  perdita di spazio libero. Unità: decibel (dB)
AMU= Mediana attenuazione. Unità: decibel (dB)
HBG= Altezza dell'antenna base
HMG= Altezza dell'antenna mobile
Kcorrezione= Fattore di correzione (come tipo di ambiente, superfici d'acqua, ostacoli isolati ecc.)

## Punti da notare
Il modello di Okumura è uno dei modelli più utilizzati per la previsione del segnale nelle aree urbane. Questo modello è applicabile per frequenze comprese nell'intervallo 150-1920 MHz (sebbene sia tipicamente estrapolato fino a 3000 MHz) e distanze dalla stazione di base che vanno da 1 a 100 km. Può essere utilizzato per antenne della stazione base con altezze che vanno da 30 a 100 m.
Okumura ha sviluppato un insieme di curve che fornisce l'attenuazione mediana rispetto allo spazio libero (Amu), in un'area urbana su un terreno quasi liscio con un'antenna di una stazione base avente altezza (hte) di 200 m e un'antenna mobile di altezza (hre) pari a 3 m. Queste curve sono state sviluppate da ampie misurazioni utilizzando antenne verticali omnidirezionali sia fisse che mobili e sono state tracciate in funzione della frequenza nell'intervallo 100-1920 MHz e in funzione di distanze dalla stazione base che vanno da 1 a 100 km. Per determinare la perdita lungo il percorso
usando il modello di Okumura, viene prima determinata la perdita nel percorso spaziale libero tra i punti di interesse, quindi viene aggiunto ad esso il valore di Amu (f, d)
(come letto dalle curve) con fattori di correzione per tenere conto del tipo di terreno. Il modello può essere espresso come
{\displaystyle L_{50\%}(dB)=LF+A_{mu}(f,d)-G(h_{te})-G(h_{re})-G_{area}}

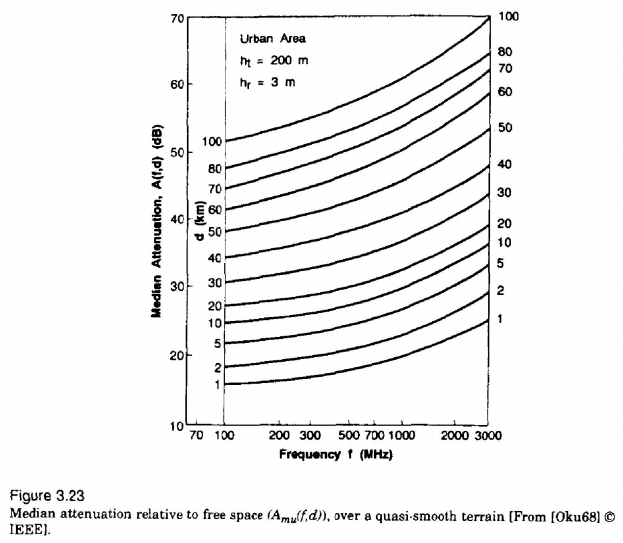

dove L50 è il cinquantesimo percentile (ossia la mediana) della perdita del percorso di propagazione, LF è la perdita di propagazione dello spazio libero, A mu è l'attenuazione mediana relativa allo spazio libero, G(hte) è il fattore di guadagno dell'altezza dell'antenna della stazione base, G(hre) è il fattore di guadagno dell'altezza dell'antenna mobile, e GAREA è il guadagno dovuto al tipo di ambiente.
Si noti che i guadagni di altezza dell'antenna sono strettamente funzione dell'altezza e non hanno nulla a che fare con i modelli di antenna.
I grafici di Amu (f, d) e GAREA per un'ampia gamma di frequenze sono mostrati nella Figura 3.23 e nella Figura 3.24. Inoltre, Okumura ha scoperto che G(hte) varia ad una velocità di 20 dB/decade e G(hre) varia ad una velocità di 10 dB/decade per altezze inferiori a 3 m.
G(hte) = 20 log(hte/200) 1000 m > hte > 30 m
G(hre) = 10 log (hre / 3) hre <= 3 m
G(hre) = 20 log (hre / 3) 10 m> hre> 3 m

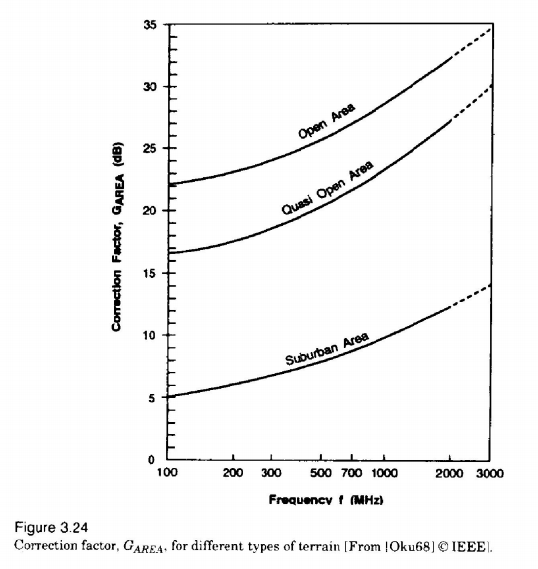

Altre correzioni possono essere applicate anche al modello di Okumura. Alcuni degli importanti parametri relativi al terreno sono l'altezza delle ondulazioni del terreno (A/i), l'altezza della cresta isolata, la pendenza media del terreno e il parametro misto terra-mare.
Una volta calcolati i parametri relativi al terreno, se necessario è possibile aggiungere o sottrarre dei fattori correttivi, disponibili anche come curve di Okumura [0ku68].
In un terreno irregolare si incontrano spesso percorsi in cui, a causa di ostacoli del terreno, non è possibile avere una visibilità diretta; per tenere conto di tali ostacoli, il modello di Okumura include un fattore di correzione chiamato fattore "Cresta isolata". Tuttavia, questa correzione è applicabile solo agli ostacoli conformi a tale descrizione, ossia a creste isolate, e un terreno più complesso non può essere quindi modellato da tale fattore di correzione. Per il calcolo della perdita di diffrazione esistono tuttavia numerosi modelli più generali ma, poiché nessuno di questi può essere applicato direttamente all'attenuazione media di base di Okumura, sono stati sviluppati metodi proprietari per farlo, anche se nessuno è noto per essere di dominio pubblico.
Il modello di Okumura è interamente basato su dati misurati e non fornisce quindi alcuna spiegazione analitica. Per molte situazioni, possono essere effettuate della estrapolazioni delle curve derivate in modo da ottenere valori al di fuori dell'intervallo di misura, sebbene la validità di tali estrapolazioni dipenda dalle circostanze e dalla precisione della curva in questione.
Il modello di Okumura è considerato tra i più semplici e migliori in termini di accuratezza nella previsione della perdita di percorso per i sistemi di telefonia mobile cellulare e terrestre maturi in ambienti ingombri. È molto pratico ed è diventato uno standard per la pianificazione del sistema nei moderni sistemi radio mobili terrestri in Giappone. Il maggior svantaggio del modello consiste nella sua lenta risposta ai rapidi cambiamenti nel terreno, quindi il modello è abbastanza buono nelle aree urbane e suburbane ma non così buono nelle zone rurali. Le deviazioni standard comuni tra i valori di perdita del percorso previsti e misurati sono di circa 10-14 dB.

## Ulteriore lettura
- Introduzione alla propagazione RF , John S. Seybold, 2005, Wiley.
- Wireless Communications: Principles and Practice , (2nd Edition), Theodore S. Rappaport, 2002, Prentice Hall.
- The Mobile Radio Propagation Channel , 2ª edizione, J. D. Parsons, 2000, Wiley.
- Radio Propagation in Cellular Networks , N. Blaunstein, 2000, Artech.